# جمعية ساحل العاج الوطنية
جمعية ساحل العاج الوطنية (بالإنجليزية: National Assembly)‏ هي الهيئة التشريعية في ساحل العاج، التي تأسست في 1960، وتتكون من 255 مقعداً.